# Lena Landström
Lena Marie Landström, född 12 juli 1943 i Stockholm, är en svensk barnboksförfattare och illustratör. Hon är utbildad vid modelinjen på Anders Beckmans designhögskola 1966–1969. Sistnämnda år träffade hon sin blivande make Olof Landström, som hon också samarbetat med. I början av 70-talet, på filmbolaget POJ, deltog Lena Landström i manusarbetet till den animerade TV-serien Kalles klätterträd tillsammans med Peter Cohen och Olof Landström. Hon målade också bakgrunderna (miljöerna) till merparten av filmbolagets animerade filmer. Tillsammans med Olof har hon gjort böckerna om Nisse, om Bu och Bä, om Fyra hönor och en tupp, och om Pom och Pim. Lena Landström debuterade på egen hand 1993 med bilderboken En flodhästsaga som översatts till flera språk. Hon har även samarbetat med författaren Veronica Wägner och de har tillsammans gett ut två bilderböcker om hönan Orpan. 2004 - 2007 satt Lena i  Invalsnämnden i Sveriges Författarförbund.

### Egna böcker
- 1993 – En flodhästsaga
- 2000 – Småflodhästarnas äventyr
- 2002 – De nya flodhästarna

### Lena och Olof Landström
- 1990 – Nisses nya mössa
- 1991 – Nisse hos frisören
- 1992 – Nisse på stranden
- 1993 – Nisse går till posten
- 1995 – Bu och Bä i blåsväder
- 1995 – Bu och Bä på kalashumör
- 1996 – Bu och Bä i städtagen
- 1996 – Bu och Bä på sjön
- 1999 – Bu och Bä blir blöta
- 1999 – Bu och Bä i skogen
- 2004 – Fyra hönor och en tupp
- 2006 – Bu och Bä får besök
- 2009 – Piggor och suggor
- 2011 – Den mystiska bulan
- 2012 – Pom och Pim
- 2012 – Mittvinter
- 2013 – Var är Pim?
- 2014 – Pom och Pim på natten
- 2017 - Nya tider för piggor och suggor

### Som illustratör
- 1996 – Orpan tar täten (text Veronica Wägner)
- 1997 – Orpan försvinner (text Veronica Wägner)

### Som översättare
- 2004 – Lennarts listor (Wallace's Lists, text Barbara Bottner och Gerald Kruglik, illustrationer Olof Landström)

## Priser och utmärkelser
- 1991 – Litteraturfrämjandets stipendium (tillsammans med Olof Landström) för Nisses nya mössa
- 1992 – BMF-Barnboksplaketten (tillsammans med Olof Landström) för Nisse på stranden
- 2006 – Expressens Heffaklump (tillsammans med Olof Landström) för Bu och Bä får besök
- 2009 – Astrid Lindgren-priset (tillsammans med Olof Landström)